# Famille De Saroléa

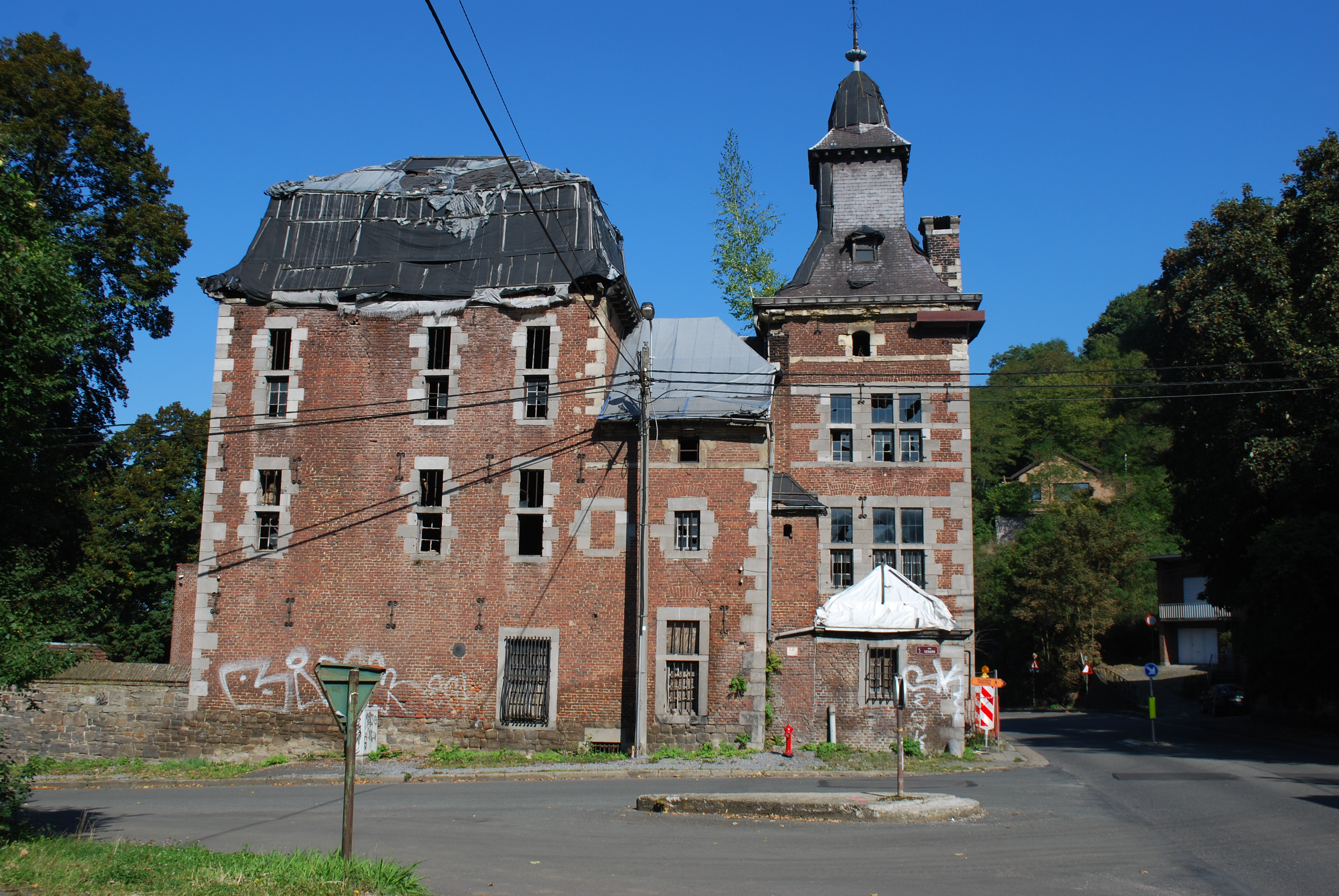
Château Saroléa (Cheratte, Visé).

La famille De Saroléa est une famille bourgeoise établie dans la région liégeoise depuis le XVIe siècle. Elle est en particulier liée à l'histoire de l'ancienne commune de Cheratte.

## Histoire
La famille tient son nom de Sarolay, un village de l'ancienne commune d'Argenteau (actuellement Visé).
Le plus ancien représentant signalé sous ce nom, dans les archives conservées est Gillet de Sarolea, père de Collin de Sarolea, né vers 1535.

## Personnalités

### Jean Paul Casimir Marie de Saroléa (1772-)
Jean Paul Casimir Marie de Saroléa de Cheratte de Saint Remy, fils de Paul Mathias, est baptisé à Notre Dame aux Fonts à Liège le 12 mars 1772. Il est nommé maire de Cheratte, sous régime français, en en 1808.